# Plegapteryx camerunis
Plegapteryx camerunis là một loài bướm đêm trong họ Geometridae.